# Nannosquilla
Nannosquilla is een geslacht van kreeftachtigen uit de klasse van de Malacostraca (hogere kreeftachtigen).

## Soorten
- Nannosquilla adkisoni Camp & Manning, 1982
- Nannosquilla anomala Manning, 1967
- Nannosquilla antillensis (Manning, 1961)
- Nannosquilla californiensis (Manning, 1961)
- Nannosquilla candidensis Hernández Aguilera & Hermoso Salazar, 1988
- Nannosquilla canica Manning & Reaka, 1979
- Nannosquilla carolinensis Manning, 1970
- Nannosquilla chilensis (Dahl, 1954)
- Nannosquilla dacostai Manning, 1970
- Nannosquilla decemspinosa (Rathbun, 1910)
- Nannosquilla disca Camp & Manning, 1986
- Nannosquilla galapagensis Manning, 1972
- Nannosquilla grayi (Chace, 1958)
- Nannosquilla hancocki (Manning, 1961)
- Nannosquilla heardi Camp & Manning, 1982
- Nannosquilla indonesica Erdman & Manning, 1998
- Nannosquilla raymanningi Salgado-Barragán & Hendrickx, 1998
- Nannosquilla schmitti (Manning, 1962)
- Nannosquilla similis Manning, 1972
- Nannosquilla taguensis Camp & Manning, 1982
- Nannosquilla taylori Manning, 1969
- Nannosquilla tobagoensis Schotte & Manning, 1993
- Nannosquilla vasquezi Manning, 1979
- Nannosquilla virginalis Camp & Manning, 1986
- Nannosquilla whitingi Camp & Manning, 1982
- Nannosquilla yucatanica Camp & Manning, 1986